# Коломбје ле Карденал
Коломбје ле Карденал (фр. Colombier-le-Cardinal) насеље је и општина у источној Француској у региону Рона-Алпи, у департману Ардеш која припада префектури Турнон сир Рон.
По подацима из 2011. године у општини је живело 283 становника, а густина насељености је износила 113,2 становника/km². Општина се простире на површини од 2,5 km². Налази се на средњој надморској висини од 350 метара (максималној 392 m, а минималној 311 m).

## Демографија
| 1962. | 1968. | 1975. | 1982. | 1990. | 1999. | 2011. |
| ----- | ----- | ----- | ----- | ----- | ----- | ----- |
| 160   | 150   | 140   | 146   | 201   | 229   | 283   |

График промене броја становника у току последњих година